# Monika Rosca
Monika Rosca (oryginalnie: Roșca) (ur. 4 maja 1961 w Łodzi) – polska pianistka i aktorka dziecięca. Grała Nelly Rawlison w filmie W pustyni i w puszczy.

## Życiorys
Rodzicami Moniki Rosca byli Felix Rosca, obywatel rumuński i Polka Franciszka „Anna” Rosca. Monika Rosca ma brata Tomasza, który z zamiłowania zajmuje się tłumaczeniami z literatury rumuńskiej.
W wieku 8 lat dostała rolę Nel w filmie W pustyni i w puszczy, ekranizacji powieści W pustyni i w puszczy (1911) Henryka Sienkiewicza. Powstały wtedy dwie wersje: filmowa oraz telewizyjna (czteroodcinkowy miniserial). Później użyczyła głosu w polskiej wersji brytyjskiego filmu Wodne dzieci. W kolejnych latach pojawiała się sporadycznie w programach telewizyjnych i prasie, wspominających jej występ w filmie W pustyni i w puszczy. Monika Rosca i Tomasz Mędrzak wystąpili w talk-show Wojciecha Jagielskiego pt. „Wieczór z Jagielskim”.
Była uczennicą szkoły muzycznej. Po zakończeniu realizacji filmu powróciła do nauki gry na fortepianie i flecie. Kontynuowała ją w latach późniejszych. Jest absolwentką i byłą wykładowczynią Uniwersytetu Muzycznego Fryderyka Chopina oraz Akademii Muzycznej im. Grażyny i Kiejstuta Bacewiczów w Łodzi. Kilkakrotnie uzyskała stypendium im. Fryderyka Chopina.
Koncertowała w wielu krajach świata. Przebywała kilka lat na kontrakcie w Korei. Często występuje w Warszawie i Żelazowej Woli.
W 2001 roku ukazała się jej płyta Recital Piano z wykonaniem utworów autorstwa Johanna Sebastiana Bacha, Wolfganga Amadeusa Mozarta i Ludwiga van Beethovena. Nagrała też 4 inne płyty: The Music for Noel, The Romantic Mood, Fryderyk Chopin i Fryderyk Chopin Festival (Antonin).

## Nagrody
Zdobyła kilka cennych nagród muzycznych, w tym włoską Rina Sala Gallo, grecką Atheneum Piano Competition, francuską Milosz Magin Piano Competition oraz w Polsce w konkursie im. Karola Szymanowskiego w Łodzi.